# Myself; Yourself
《Myself ; Yourself》是日本遊戲公司Regista開發的一套於PlayStation 2平台的戀愛冒險遊戲，於2007年12月20日發售。並於2007年10月播出了電視動畫。人物設計由曾擔任《歡樂課程》、《双恋》等遊戲的畫家佐佐木睦美擔任。

## 情節簡介
主人公日高佐菜是一位正在就讀公立高中的的16歲少年。他在小學五年級以前一直生活在小鎮，後來因為父母的工作關係而搬家到東京。然後，他在高中二年時再次回到這個小鎮，故事就在那裡開始。經過5年的歲月，依舊的東西跟已經變化的東西，毫不客氣地出現在他面前－在小時候經常衝去的小山丘所看到的風景，還有在海邊被感受著海風吹著口哨，小學的校庭的鐵欄的高度，在晴朗的夜晚可以見到很多的星星，然後是曾經是損友的健康的少年，還有曾經是初戀對象的少女，過去那閃亮的瞳孔。記憶跟現實的之間，或許就是一個鴻溝，各種各樣的東西不斷地在他面前出現，然後消失。各種各樣的變化，如同尖刺一樣刺向他的心。出現在少年的眼中的人，物，事件，回憶…… 在已經過去的時間裡，在新的學園生活中，他失去了什麼，得到了什麼。我本身，你本身原來的我，原來的你我還是我，你還是你生活在這個世界，當發覺誰跟自己很相符，他的人生踏進了新的一步。
故事便由一個誤會的一個巴掌所展開－－

## 登場人物

### 男主角
日高佐菜（聲優：立花慎之介/木村圓(動畫幼少期)）
本作品的主人公。離鄉5年後，回鄉轉校入讀縣立櫻乃杜高等學校2年F班。1991年10月13日出生（16歲）。雖然小時候也曾經有調皮搗蛋的時候，但離鄉5年後，身心都有所成長，成為待人親切的優等生。冷靜的性格，喜歡攝影和電腦。不太在意太女性化的「佐菜」這個名字。
動畫中的第一男主角，10年後向菜菜子求婚。
若月修輔（聲優：子安武人/三瓶由布子(動畫幼少期)）
本作品另一個主人公。佐菜的好朋友。1992年3月23日出生（16歲）。和佐菜一樣是2年F班。性格與佐菜完全相反，充滿活力，是朋友中的開心果。小時候學了許多不同的技能，除了柔道、劍道、少林寺拳法等武術外、也學過算盤與書道（但是字寫得不好看）。知道孿生姊姊朱里正為生活的事感到困苦。
動畫中因為一些事件和朱里私奔，10年後回鄉。

### 女主角
八代菜菜香（聲優：小清水亞美）
佐菜的青梅竹馬，也是佐菜初戀對象的少女。1991年7月29日出生（16歲）。跟佐菜同樣是櫻乃杜高校2年F班，住在櫻乃杜町被稱作「雙子丘」上面的「八代神社」。上學以外的時間在神社努力做著巫女的工作。還喜歡拉小提琴，認真求學，在學校是個成績優秀、運動萬能的人，但幾乎沒有和其他的人有所交流。應該是跟過去的某件事情有所關係。 與愛沙美是表姐妹。誕生花是鳳仙花（花語為「不要觸摸我」）。
動畫中的第一女主角，10年後舉辦露天演奏會演奏終於完成的「Myself; Yourself」小提琴曲，並被佐菜求婚。
織部麻緒衣（聲優：金田朋子）
大佐菜一歲的表姐，除了是借出公寓讓佐菜住的管理人夫婦的女兒外，也是住在隔壁的鄰居。外表有戴著眼鏡。1990年8月28日生（17歲）。櫻乃杜高校3年A班。是個愛幻想也愛看書的女孩。雖然有天然呆的屬性及一迷路就會哭出來的個性，但對於料理及裁縫的手腕相當於職業的地方也很自豪。誕生花為桔梗（花語為「不變的愛」）。
若月朱里（聲優：田村由香里）
修輔的雙胞胎姐姐。1992年3月23日生（16歲）。跟弟弟同樣為2年F班。因開朗活潑的個性在學校不論男女都很受歡迎。和有著懶惰個性的修輔相反，常常在早上會去叫爬不起來的弟弟起床。興趣除了武術外，也很愛著大自然。對於櫻乃杜町的森林及海邊的都市開發、亂丟垃圾所引起的環境汙染很不高興。另外也對高科技的機器很不在行。。誕生花為連翹（花語為「深情」）。
動畫中因為一些事件和修輔私奔，10年後回鄉。
星野愛沙美（聲優：中原麻衣）
在佐菜隔壁班2年E班的少女。1991年10月28日生（16歲）。除了成績優秀外，人緣也很好，常常受到周圍的注目。認真又有責任感，擔任班級委員外也是學生會的成員之一。不知為何，很不喜歡自己的名字。誕生花是木槿（花語為「纖細之美」）。
持田雛子（聲優：村田步/新名彩乃(續作Myself; Youself各自的發展)）
櫻乃杜町立小學在學的女孩。班級為5年3班。1997年8月5日生（10歲）。是個有著不輸大人頭腦的天才少女，也因為這樣所以被同年齡的孩子們排擠。平常雖然表現的很成熟，但一不注意就會變得說話不經大腦，是個表裡不一的個性。另一方面也很愛收集流行的小東西。誕生花為Erica（花語為「孤獨」）。
藤村柚希（聲優：豐口惠）
為佐菜班級的導師並兼任地球科學老師。1982年12月26日生（25歲），看來是個冷靜沉着的理論派，其實卻有著反覆無常的個性。興趣是業餘天文學，也喜歡外星人的話題。9年前還是高中生的時候，曾經鼓勵過佐菜，所以成為佐菜憧憬的對象。誕生花是Helleborus（花語為「追憶」）。

### 動畫其他人物
以下均為動畫設定
八代次彥（聲優：井上倫宏）
菜菜香的父親。無法接受菜菜惠與薰偷情的事實，而在痛毆菜菜惠後放火將菜菜惠和自己燒死。
八代菜菜惠（聲優：南央美）
菜菜香的母親。和薰偷情生下菜菜香。
櫻庭薰（聲優：遠近孝一）
菜菜香的小提琴家庭教師。因病早逝，臨死前向次彥承認自己和菜菜惠偷情生下菜菜香。
若月修造（聲優：松山鷹志）
朱里與修輔的父親，市議員。得知朱里與修輔疑似一起去旅館的事情被學校發現後，試圖將朱里送去國外留學。
若月冴子（聲優：尤加奈）
朱里與修輔的繼母。不被朱里與修輔認同是母親。
陽太（聲優：菊池心、岡本信彥(10年後)）
愛沙美的親戚，10年後與比自己年長5歲的雛子交往。
梶井（聲優：松尾佳子）
住在安養院的老奶奶。有個因事故身亡，長得很像菜菜香的孫女。
為了喚回孫女而將安養院養的鳥和貓當成活祭品，也在朱里來探病時試圖將朱里當成活祭品，但被愛沙美及時阻止。
橫井（聲優：寶龜克壽）
住在安養院的老爺爺。喜歡找佐菜玩格鬥電玩。

### 遊戲續作Myself; Yourself各自的發展其他人物
以下均為遊戲設定
鷺沼充（聲優：西垣俊作）
攝影師。住在東京。佐菜因為被他的照片感動而以他為目標。
若田部美緒（聲優：宮川美保）
菜菜香小時候及現在的小提琴家庭老師。
星野優作（聲優：利根健太郎）
愛沙美的父親。對愛沙美有期待，常常無法向愛沙美表達真正的想法。
星野由美子（聲優：秋保佐永子）
愛沙美的母親，服裝設計師。鮮少回家，菜菜香母親的姊姊。
村山朔也（聲優：柳田淳一）
朱里的學弟。和朱里從中學時就認識，和朱里很合得來。
村山咲良（聲優：山本彩乃）
朔也的雙胞胎姊姊。平常懦弱但是在朔也面前十分好勝。
玉石涼子（聲優：金子真由美）
柚希高中時的好友。因為一些事情而與柚希斷絕聯繫。

## 動畫與遊戲的差異
動畫中小提琴曲Myself; Yourself由菜菜香作曲和完成，遊戲中為佐菜。
動畫中以佐菜為男主角；遊戲中以佐菜與修輔為雙男主角，佐菜線與修輔線能攻略的角色不同。
動畫中未提及佐菜與麻緒衣的親戚關係，遊戲中麻緒衣為佐菜的表姊。
動畫中未提及麻緒衣身體狀況，遊戲中為虛弱體質，且與菜菜香為2個在壞結局中會去世的角色。
動畫中最初與佐菜關係不好的只有菜菜香；遊戲中除菜菜香外，朱里跟佐菜也因為對於公園再開發案意見不同而關係不好。
動畫中男班長為佐菜，遊戲中為修輔。
動畫中愛沙美與菜菜香只是隔壁班同學，沒有特別交情；遊戲中兩人為表姊妺，且愛沙美很討厭菜菜香。
動畫中雛子為一般小學生；遊戲中隨著進度發展而跳級進高中，與主要角色群同班。
動畫中柚希喜歡送牛奶糖的原因是為了鼓勵人；遊戲中是父親在零食公司上班，每天都可以獲得牛奶糖，為了分掉多出來的牛奶糖才送人。
動畫中菜菜香性格轉變的原因為火災；遊戲中除火災外，多了想要保護不願意讓自己想起火災一切的修輔。
動畫中朱里與修輔的生母已逝，父親再娶；遊戲中生母沒死且夫妻感情很好。
動畫中愛沙美曾向朱里告白未果，有喜歡女性的特質；遊戲中無此設定。
動畫中菜菜香的小提琴老師為男性，且菜菜香為小提琴老師和母親所生的孩子；遊戲中為女性，且家庭關係正常。
動畫中放火燒菜菜香家的為菜菜香的父親，遊戲中為陌生男子。
動畫中佐菜為隱藏自己割腕的痕跡而一直戴著手錶，且是為了找回過往的自己而回到櫻乃杜；遊戲中因為不適應櫻乃杜與東京之間的學校生活差異而煩惱，沒有曾經割腕的設定。

## 主題曲
主題曲
- 「Day-break」

作詞．作曲：志倉千代丸（5pb.）
編曲：TARAWO
歌：KAORI
- 「ivy」

作詞．作曲：志倉千代丸（5pb.）
編曲：上野浩司
歌：いとうかなこ
- 「Myself; Yourself 」

作詞．近藤ナツコ 作曲：尾飛良幸
編曲：尾飛良幸
歌：小清水亜美

## 電視動畫

### 製作人員
- 企劃：松本慶明、鈴木徑男、志倉千代丸、渡邊正弘
- 系列構成、劇本：雜破業
- 監督：QZo（黑田やすひろ）
- 人物原案：佐佐木睦美
- 人物設定：平塚知哉
- 作畫監督：平塚知哉
- 美術監督：高須賀真二
- 色彩設計：石黒けい
- 攝影監督：伊藤邦彥
- 音響監督：濱野一三
- 音樂：5zizz
- 音樂製作人：富士丸翔
- 音樂指導：高井麗
- 音響效果：長谷川卓也
- 動畫製作：動畫工房
- 製作：Myself ; Yourself製作委員會

### 各話標題
| 話數 | 標題 | 中譯              | 劇本   | 分鏡         | 演出     | 作畫監督                 |
| ---- | ---- | ----------------- | ------ | ------------ | -------- | ------------------------ |
| 1    |      | 懷念的地方        | 雜破業 | 下田正美     | 松田哲明 | 平塚知哉 曾我篤史 河野稔 |
| 2    |      | 重要的旋律        | 雜破業 | 葛谷直行     | 佐藤豊   | 星野浩一                 |
| 3    |      | 小餅乾和小石子    | 雜破業 | 松浦錠平     | 松浦錠平 | 曾我篤史                 |
| 4    |      | 不是小孩子唷      | 雜破業 | きみやしげる | 吉田俊司 | 内原茂                   |
| 5    |      | 不開的櫻花        | 雜破業 | 中西伸彰     | 中西伸彰 | 岩佐とも子               |
| 6    |      | 是大人了啦        | 雜破業 | 下田正美     | 松田哲明 | 清水昌之 曾我篤史        |
| 7    |      | 老師的牛奶糖      | 雜破業 | 藤原良二     | 佐藤豊   | 星野浩一 梅村朋未        |
| 8    |      | 秘密的郵筒        | 雜破業 | 松浦錠平     | 松浦錠平 | 曾我篤史 清水昌之        |
| 9    |      | 加油吧! 動畫戰隊! | 雜破業 | きみやしげる | 吉田俊司 | 内原茂                   |
| 10   |      | 為了櫻花          | 雜破業 | 中西伸彰     | 中西伸彰 | 岩佐とも子               |
| 11   |      | 告白              | 雜破業 | 藤原良二     | 松田哲明 | 清水昌之                 |
| 12   |      | 紅色的記憶        | 雜破業 | きみやしげる | 剛田隼人 | 星野浩一 梅村朋未        |
| 13   |      | 紐帶              | 雜破業 | 下田正美     | 松浦錠平 | 曾我篤史                 |

### 主題曲
主題曲
- 「Tears Infection」

作詞．作曲：志倉千代丸
編曲：磯江俊道
歌：KAORI
片尾曲
作詞．作曲：志倉千代丸
編曲：磯江俊道
歌：いとうかなこ

### 播放電視台
日本深夜動畫：下文記載的日本国内播放時間使用日本標準時間（UTC+9）表示。因為部分時間标识會採用30小时制，因此請留意这类超过24:00的时间，其實際播放時間為翌日清晨。
| 播映地域 | 電視台       | 播映期間                      | 播映時間                 | 所屬聯播網  |
| -------- | ------------ | ----------------------------- | ------------------------ | ----------- |
| 神奈川縣 | 神奈川電視台 | 2007年10月2日－2007年12月25日 | 火曜26時15分 - 26時45分  | 獨立UHF系列 |
| 千葉縣   | 千葉電視台   | 2007年10月3日－2007年12月26日 | 水曜 26時00分 - 26時30分 | 獨立UHF系列 |
| 埼玉縣   | 埼玉電視台   | 2007年10月4日－2007年12月27日 | 木曜26時00分 - 26時30分  | 獨立UHF系列 |
| 愛知縣   | 愛知電視台   | 2007年10月4日－2007年12月27日 | 木曜26時58分 - 27時28分  | TXN系列     |
| 大阪府   | 大阪電視台   | 2007年10月5日－2007年12月28日 | 金曜28時05分 - 28時35分  | TXN系列     |

### 節目變遷
| 埼玉電視台 木曜26:00 - 26:30 | 埼玉電視台 木曜26:00 - 26:30 | 埼玉電視台 木曜26:00 - 26:30 |
| ---------------------------- | ---------------------------- | ---------------------------- |
|                              | Myself ; Yourself            |                              |
| School Days                  | 真實之淚 true tears          |                              |

## 輕小說
《電擊G's magazine》2007年5月号至2008年1月号連載。
1. Nanaka's Story（八代菜菜香、2007年5月号）
2. Aoi's Story（織部麻緒衣、2007年6月号）
3. Syuri's Story（若月朱里、2007年8月号）
4. Close Encounter（接近遭遇） Yuzuki's Story（藤村柚希、2007年10月号）
5. Hinako's Story（持田雛子、2007年11月号）
6. Asami's Story（星野愛沙美、2008年1月号）

## 相關商品
CD
- Tears Infection/Day-break（動畫OP／遊戲第一OP，KAORI，2007年10月24日發售，有附帶DVD的初回限定盤）
- （動畫EDマ／遊戲第二OP，いとうかなこ，2007年10月24日發售）
- 角色曲
  - Vol.1 ANOTHER WORLD（八代菜菜香，2007年11月21日發售）
  - Vol.2 （持田雛子，2007年11月21日發售）
  - Vol.3 （星野あさみ，2007年11月21日發售）
  - Vol.4 Never leave me alone（若月朱里，2007年12月7日發售）
  - Vol.5 （織部麻緒衣，2007年12月7日發售）
  - Vol.6 （藤村柚希，2007年12月7日發售）
- Myself ; Yourself ～Audio Drama CD～（2008年2月22日發售）
- SWEET LOVER's　～Myself ; Yourself Best Song Album～（2008年4月23日發售）

## 外部連結
- 遊戲官方網站（日語）
- 動畫官方網站（日語）
- Kid Fans Channel动画中文化网站（简体中文）
- 《Myself; Yourself》在視覺小說數據庫的頁面 （英文）
- Myself; Yourself（動畫）在動畫新聞網百科全書中的資料（英文）